# Бялистошки окръг
Бялистошки окръг (на полски: Powiat białostocki) е окръг в Североизточна Полша, Подляско войводство. Заема площ от 2976,44 км2.
Административен център е град Бялисток.

## География
Окръгът се намира в историческите области Подлясия и Мазовия. Разположен е в централната и източната част на войводството.

## Население
Населението на окръга възлиза на 143 701 души (2012 г.). Гъстотата е 48 души/км2.

## Административно деление
Административно окръгът е разделен на 15 общини.
Градско-Селски общини:
- Община Василков
- Община Заблудов
- Община Михалово
- Община Лапи
- Община Супрашъл
- Община Сураж
- Община Тикочин
- Община Хорошч
- Община Чарна Бялостоцка

Селски общини:
- Община Гродек
- Община Дуже Добжинево
- Община Завади
- Община Пошвентне
- Община Турошън Кошчелна
- Община Юхновец Кошчелни

## Фотогалерия
- Хорошч
- Чарна Бялистошка
- Лапи
- Михалово
- Супрашъл
- Сураж
- Тикочин
- Василков
- Заблудов